# Данилович, София Теофила
София Теофила Данилович, в браке Собеская (пол. Zofia Teofila Daniłowiczówna; 1607, Журов — 27 ноября 1661, Жолква) — наследница владений польско-литовского рода Данилевичей, внучка полководца Станислава Жолкевского, мать короля Яна Собеского.
София Теофила (Феофилия) в родовом замке Олеско 16 мая 1627 года сочеталась браком с Якубом Собеским.
Первый сын у четы Собеских родился через год после свадьбы в Злочеве. Его назвали Мареком в честь деда по отцу. Ещё через год в Олеско, где София Теофила любила бывать, родился второй сын, которого назвали в честь деда по матери — Яном.
7 января 1634 года в Золочевском замке у них родилась дочь Катерина.
Вскоре после рождения дочки София и Якуб, поселились в унаследованных владениях прадеда, Станислава Жолкевского, ядром которых был Жолковский замок. Воспитанием Катерины занималась мать, светское образование дочери во многом заменялось духовным, поэтому классического образования она не получила, кроме польского, не знала никаких других языков, научилась лишь читать. Родители готовили дочь к монастырской жизни, чему помешала смерть Якуба в 1646 году.
В раннем детстве братья Марек и Ян много времени проводили в Жолкве — в гостях у своего совсем молодого дяди Станислава (Ян Данилович умер в 1628-м). София Теофилия умерла в Жолкве, где была похоронена в начале февраля в доминиканском костёле. Позже её останки были перенесены в Люблин, окончательно перезахоронены в 1983 году в краковском костёле.

## Дети
- Марек — староста красноставский
- Катажина — жена Владислава Доминика Заславского и Михаила Казимира Радзивилла
- Ян — король Речи Посполитой
- София (19 марта 1630 — умерла в детстве
- Анна Розалия — бенедиктинка во Львове
- Станислав (29 марта 1638 — умер в младенчестве)
- Станислав (16 сентября 1641 — умер в младенчестве)